# سرباز و دختر خندان
سرباز و دختر خندان (هلندی: De Soldaat en het Lachende Meisje) یک نقاشی رنگ روغن اثر یوهانس فرمیر است که بین سال‌های ۱۶۵۵ تا ۱۶۶۰ میلادی کشیده شده و اکنون در مجموعه فریک نیویورک نگهداری می‌شود.
این نقاشی شماری از مؤلفه‌های آشنای آثار فرمیر را داراست؛ لباس زرد بر تن دختر به عنوان موضوع اصلی، نوری که از پنجرهٔ سمت چپ بر فضا می‌تابد و نقشه‌ای که بر دیوار آویخته، همگی کمابیش در برخی آثار دیگر فرمیر نیز به چشم می‌خورند، گرچه شیوهٔ به تصویر کشیدن مردِ پشت میز اندک تمایزهایی با آنها ایجاد کرده‌است. مورخان هنر یک نقاشی از خرارد فن هونهورست را الهام‌بخش این ترکیب‌بندی متفاوت از فرمیر می‌دانند؛ همچنین بر این باورند که او برای ایجاد پرسپکتیو از تکنیک دوربین تاریکخانه‌ای بهره گرفته‌است.